# Newaya Maryam
Newaya Maryam, död 1382, var kejsare av Etiopien mellan 1372 och 1382.